# 3-Amino-1,2,4-triazol
3-Amino-1,2,4-triazol (3-AT) (handelsnamn Amitrol) är en heterocyklisk organisk förening som består av en 1,2,4-triazol som substitueras med en aminogrupp. 3-AT är en konkurrenskraftig hämmare av produkten av HIS3-genen, imidazoleglycerolfosfatdehydratas. Imidazoleglycerol-fosfatdehydratas är ett enzym som katalyserar det sjätte steget i histidinproduktionen.
3-AT är också en ickeselektiv systemisk triazolherbicid som används på icke-livsmedelsgrödor för att bekämpa årliga gräs och örtogräs och vattenlevande ogräs. Det används inte på livsmedelsgrödor på grund av dess cancerframkallande egenskaper. Som herbicid är det känt som aminotriazol eller amitrol.
Amitrol ingick i ett biocidförbud som föreslogs av Kemikalieinspektionen och godkändes av Europaparlamentet den 13 januari 2009.

## Tillämpningar inom mikrobiologi
Genom att applicera 3-AT på en jästcellsodling som är beroende av en plasmid som innehåller HIS3 för att producera histidin (det vill säga dess egen HIS3-analog är inte närvarande eller icke-funktionell) krävs en ökad nivå av HIS3-uttryck för att jästcellen ska överleva. Detta har visat sig vara användbart i olika tvåhybridsystem, där en hög affinitetsbindning mellan två proteiner (det vill säga högre uttryck av HIS3-genen) gör att jästcellen kan överleva i media som innehåller högre koncentrationer av 3-AT. Denna urvalsprocess utförs med användning av selektiva medier, innehållande ingen histidin.